# Auf Christi Himmelfahrt allein
Auf Christi Himmelfahrt allein (BWV 128) ist eine Kirchen-Kantate von Johann Sebastian Bach. Er komponierte sie in Leipzig für den Himmelfahrtstag und führte sie am 10. Mai 1725 erstmals auf.

## Geschichte und Worte
In seinem zweiten Leipziger Amtsjahr hatte Bach vom ersten Sonntag nach Trinitatis bis Palmsonntag für seinen zweiten Kantatenzyklus konsequent Choralkantaten komponiert, war jedoch zu Ostern wieder zu Kantaten auf freierer Textgrundlage übergegangen. Dazu gehörten neun Kantaten auf Texte der Dichterin Christiana Mariana von Ziegler, darunter auch die Kantate zum Himmelfahrtsfest. Später ordnete Bach die meisten von ihnen seinem dritten Kantatenzyklus zu, doch diese Kantate für Himmelfahrt und die Pfingstkantate BWV 86 beließ er im zweiten Zyklus, möglicherweise weil sie wie die reinen Choralkantaten mit einer Choralphantasie beginnen, während die anderen oft mit einem Solosatz eröffnen, der dem Bass als der Vox Christi anvertraut ist.
Die vorgeschriebenen Lesungen für den Festtag waren Apg 1,1–11  und Mk 16,14–20 , der Missions- und Taufbefehl und die Himmelfahrt. Die Dichterin, die oft die persönliche Ich-Form wählt, nahm als Thema der Kantate die erste Strophe von Ernst Sonnemanns Choral nach Josua Wegelin (1636): Nachdem Jesus zum Himmel fuhr, hält mich nichts mehr auf der Erde, da mir verheißen ist, ihn von Angesicht zu Angesicht zu sehen (1 Kor 13,12 ). In Satz 2 spielt die Dichterin auf die Verklärung Jesu an (Mt 17,4 ), Satz 3 sieht die unergründliche Allmacht Jesu überall und nicht nur an einen Ort gebunden. Er wird mich zu seiner Rechten erheben (Mt 25,33 ) und mich gerecht richten, so besagt der Schlusschoral, die vierte Strophe von O Jesu, meine Lust von Matthäus Avenarius.
Zieglers Text weicht in der gedruckten Ausgabe (1728) vom Kantatentext ab. Möglicherweise verband Bach selbst durch einen überleitenden Gedanken, „wo mein Erlöser lebt“, eine Arie und ein Rezitativ zu einem Satz.
Das Autograph der Kantate besaß zuletzt der deutsch-britische Sammler Ralph Kohn. Seine Erben schenkten es der Bodleian Library als Ableistung der Erbschaftssteuer. Die Bibliothek ließ es digitalisieren.

## Besetzung und Aufbau
Die Kantate ist festlich besetzt mit drei Solisten, Alt Tenor und Bass, vierstimmigem Chor, und einem außerordentlich vielseitigen Instrumentarium von zwei Hörnern, zwei Oboen, Oboe da caccia, Trompete, Oboe d’amore, zwei Violinen, Viola und Basso continuo.
1. Coro (Hörner, Oboen, Streicher): Auf Christi Himmelfahrt allein
2. Recitativo (Tenor): Ich bin bereit, komm, hole mich
3. Aria e recitativo (Bass, Trompete): Auf, auf, mit hellem Schall
4. Aria (Alt, Tenor, Oboe d’amore): Sein Allmacht zu ergründen
5. Choral: Alsdenn so wirst du mich

## Musik
Im Eingangschor ist die Choralmelodie von Allein Gott in der Höh sei Ehr des Nikolaus Decius in ein Orchester-Concerto eingebaut. Der cantus firmus wird vom Sopran in langen Noten gesungen, während die tiefen Stimmen imitatorisch geführt sind. Die Orchester-Motive sind aus der ersten Zeile der Choralmelodie abgeleitet: Ein Signal-Thema, das zuerst von den Streichern und Oboen, dann von den Hörnern gespielt wird, enthält die ersten fünf Noten der Melodie, ein Fugen-Thema enthält alle neun Töne der ersten Melodiezeile, so dass „eine zwar in der Satzweise differenzierte, im Themenmaterial aber einheitliche Choralbearbeitung entsteht“ (Alfred Dürr).
Bach benutzt die Trompete, das königliche Instrument des Barock, in Satz 3, um zu signalisieren, dass die Herrschaft Jesu nun angebrochen ist. Die Trompete erscheint zuerst im Ritornell, dann übernimmt die Singstimme ihr Thema, schließlich ertönt sie wieder, während die Singstimme in den Satz eingebaut ist. Nach einem Mittelteil wird nicht der Anfang da capo wiederholt, sondern der eingefügte Gedanke erklingt als Streicher-begleitetes Rezitativ. Danach wird lediglich das Ritornell wiederholt.
Das folgende Duett Sein Allmacht zu ergründen hat intimen Charakter. Das obligate Instrument ist in der Partitur als organo bezeichnet, doch die Stimme ist für Oboe ausgeschrieben. Ihr Tonumfang kann nicht von einer Oboe, wohl aber einer Oboe d’amore dargestellt werden. Vielleicht änderte Bach seine Klangvorstellung bereits während der Niederschrift, oder er änderte die Bezeichnung nachträglich. 
Max Reger verarbeitete das Ritornell des Duetts in den Variationen und Fuge über ein Thema von Johann Sebastian Bach op. 81. Der zwischen Juli und Mitte August 1904 entstandene Variationszyklus gehört zu den anspruchsvollsten Werken der Klavierliteratur. 
Die Kantate schließt mit einem vierstimmigen Choral, der von den meisten Instrumenten colla parte gespielt wird, während die Hörner wegen ihres begrenzten Tonvorrats eigenständig geführt sind.

## Einspielungen
- Bach Made in Germany Vol. 1 – Cantatas V, Günther Ramin, Thomanerchor, Gewandhausorchester, Lotte Wolf-Matthäus, Gert Lutze, Johannes Oettel, Eterna 1953
- Bach: 13 Sacred Cantatas & 13 Sinfonias, Helmut Winschermann, Kantorei Barmen-Gemarke, Deutsche Bachsolisten, Julia Hamari, Kurt Equiluz, Hermann Prey, Philips 1971
- Die Bach Kantate Vol. 35, Helmuth Rilling, Gächinger Kantorei, Bach-Collegium Stuttgart, Gabriele Schreckenbach, Aldo Baldin, Wolfgang Schöne, Hänssler 1981
- J.S. Bach: Das Kantatenwerk – Sacred Cantatas Vol. 7, Gustav Leonhardt, Knabenchor Hannover, Collegium Vocale Gent, Leonhardt-Consort, René Jacobs, Kurt Equiluz, Max van Egmond, Teldec 1983
- J.S. Bach: Ascension Cantatas, John Eliot Gardiner, Monteverdi Choir, English Baroque Soloists, Robin Blaze, Christoph Genz, Reinhard Hagen, Archiv Produktion 1993
- J.S. Bach: Complete Cantatas Vol. 15, Ton Koopman, Amsterdam Baroque Orchestra & Choir, Bogna Bartosz, Jörg Dürmüller, Klaus Mertens, Antoine Marchand 2001
- J.S. Bach: Cantatas Vol. 35 (Cantatas from Leipzig 1725), Masaaki Suzuki, Bach Collegium Japan, Robin Blaze, Makoto Sakurada, Peter Kooij, BIS 2001
- J.S. Bach: Bach Edition Vol. III-28, Pieter Jan Leusink, Holland Boys Choir, Netherlands Bach Collegium, Sytse Buwalda, Nico van der Meel, Bas Ramselaar, Brilliant Classics 2010